# مقاطعة ويست كارول (لويزيانا)
مقاطعة ويست كارول (بالإنجليزية: West Carroll Parish, Louisiana)‏ هي إحدى مقاطعات ولاية لويزيانا في الولايات المتحدة. تأسست سنة 1877، وتبلغ مساحتها 933 كم2، بلغ عدد سكانها 11604 نسمة في عام 2010 حسب إحصاء مكتب تعداد الولايات المتحدة .

## وصلات خارجية
- United States Counties